# آتلانتا (تگزاس)
آتلانتا، تگزاس(به انگلیسی: Atlanta, Texas) شهری در شهرستان کس ایالت تگزاس از ایالات جنوبی ایالات متحده آمریکا است. در سرشماری سال ۲۰۰۰، جمعیت این شهر ۵۷۴۵ نفر اعلام شد.